# Eupithecia teriolensis
Eupithecia teriolensis là một loài bướm đêm trong họ Geometridae.